# Сиди-Беннур
Сиди-Беннур (араб. سيدي بنور‎) — город в Марокко, расположен в области Дуккала-Абда.

## Географическое положение
Центр города располагается на высоте 183 метров над уровнем моря.

## Демография
Население города по годам:
| 2004   | 2012   |
| ------ | ------ |
| 39 593 | 44 344 |

## Транспорт
Ближайший аэропорт расположен в городе Эль-Джадида.